# Йоганн Гінтерляйтнер
Йоганн Гінтерляйтнер (нім. Johann Hinterleitner; 1 лютого 1882 — 3 квітня 1962) — австро-угорський, австрійський і німецький військовий інженер, генерал-інженер австрійської армії і вермахту.

## Біографія
Син військового будівельного майстра Йоганна Гінтерляйтнера і його дружини Йозефіни, уродженої Шауманн. 18 серпня 1903 року вступив в австро-угорську армію. Учасник Першої світової війни. З 1 вересня 1920 року продовжив службу в австрійській армії. З 1 січня 1936 року служив в будівельному управлінні Федерального міністерства оборони. Після аншлюсу 15 березня 1938 року автоматично перейшов у вермахт. 31 жовтня 1938 року вийшов у відставку.

## Сім'я
27 жовтня 1914 року одружився з Антонією Часка (1 лютого 1886 — 1980)

## Звання
- Лейтенант (18 серпня 1903)
- Оберлейтенант (1 травня 1909)
- Гауптман (1 серпня 1914)
- Майор (1 січня 1920)
- Оберстлейтенант у відставці (1 січня 1921)
- Військовий будівельний радник (20 липня 1926)
- Військовий старший будівельний радник (20 січня 1928)
- Оберст-інженер (1 січня 1936)
- Генерал-інженер (26 червня 1937)

## Нагороди
- Ювілейний хрест
- Пам'ятний хрест 1912/13
- Орден Франца Йосифа, лицарський хрест з військовою відзнакою (17 лютого 1917)
- Пам'ятна військова медаль (Австрія) з мечами
- Почесний хрест ветерана війни з мечами